# روس فيتزيمونز
روس فيتزيمونز (بالإنجليزية: Ross Fitzsimons)‏ هو لاعب كرة قدم بريطاني في مركز حراسة المرمى، ولد في 28 مايو 1994 في هامرسميث في المملكة المتحدة. لعب مع كريستال بالاس.

## وصلات خارجية
- روس فيتزيمونز على موقع قاعدة بيانات كرة القدم.إي يو (الإنجليزية)
- روس فيتزيمونز على موقع Soccerway.com (الإنجليزية)
- روس فيتزيمونز على موقع AS.com (الإسبانية)